# Африканский Кубок чемпионов 1974
Африканский Кубок чемпионов 1974 — юбилейный десятый розыгрыш трофея. В соревновании приняло участие 26 команд. Впервые титул завоевал представитель Народной Республики Конго — КАРА из Браззавиля. Лучшим бомбардиром турнира стал игрок победителя — Пол Мукила.

## Первый раунд
| Команда 1       | Итог  | Команда 2            | 1-й матч | 2-й матч |
| --------------- | ----- | -------------------- | -------- | -------- |
| Бендел Иншурэнс | 7:1   | Сектёр 7             | 7:0      | 0:1      |
| Аль-Ахли        | 2:5   | Аль-Хиляль           | 2:2      | 0:3      |
| Линаре          | 2:5   | Симба (Дар-эс-Салам) | 1:3      | 1:2      |
| Грин Баффалоз   | 6:2   | Анталаха             | 4:1      | 2:1      |
| КАРА            | 7:1   | Заланг               | 3:1      | 4:0      |
| Олимпик Реал    | 4:1   | Симба (Лугази)       | 4:0      | 0:1      |
| Моделе          | 3:1   | АС Порто-Ново        | 3:0      | 0:1      |
| Майти Барролл   | 0:2   | АСЕК Мимозас         | 0:0      | 0:2      |
| Портс Ауторити  | 4:5   | Жанна д’Арк          | 3:2      | 1:3      |
| Теле Асмара     | отказ | Хорсид               |          |          |

## Второй раунд
| Команда 1         | Итог     | Команда 2           | 1-й матч | 2-й матч       |
| ----------------- | -------- | ------------------- | -------- | -------------- |
| Джолиба           | 2:1      | Бендел Иншурэнс     | 2:0      | 0:1            |
| Газль Эль-Махалла | 5:5 пен. | Аль-Хиляль          | 4:1      | 1:4            |
| Грин Баффалоз     | 1:3      | Симба (Дар-эс-Салам | 1:2      | 0:1            |
| КАРА              | 4:3      | Вита                | 4:0      | 0:3            |
| Хартс оф Оук      | 9:4      | Олимпик Реал        | 6:1      | 3:3            |
| АСЕК Мимозас      | 5:0      | Моделе              | 3:0      | 2:0 тех.победа |
| Жанна д’Арк       | отказ    | Хафия               |          |                |
| Абалуйя Юнайтед   | 2:1      | Теле Асмара         | 2:0      | 0:1            |

## Четвертьфиналы
| Команда 1         | Итог | Команда 2            | 1-й матч | 2-й матч |
| ----------------- | ---- | -------------------- | -------- | -------- |
| Джолиба           | 0:3  | КАРА                 | 0:0      | 0:3      |
| Газль Эль-Махалла | 4:1  | Абалуйя Юнайтед      | 3:0      | 1:1      |
| Хартс оф Оук      | 1:2  | Симба (Дар-эс-Салам) | 1:2      | 0:0      |
| АСЕК Мимозас      | 2:2  | Жанна д’Арк          | 2:1      | 0:1      |

## Полуфиналы
| Команда 1            | Итог     | Команда 2         | 1-й матч | 2-й матч |
| -------------------- | -------- | ----------------- | -------- | -------- |
| Симба (Дар-эс-Салам) | 1:1 пен. | Газль Эль-Махалла | 1:0      | 0:1      |
| КАРА                 | 6:1      | Жанна д’Арк       | 2:0      | 4:1      |

## Финал
| 29 ноября 1974 | \| КАРА \| 4:2 \| Газль Эль-Махалла \| | Стад де ла Революсьон, Браззавиль |
| КАРА           | 4:2                                    | Газль Эль-Махалла                 |

| 13 декабря 1974   | \| Газль Эль-Махалла \| 1:2 \| КАРА \| | Эль-Махалла, Эль-Махалла-эль-Кубра |
| Газль Эль-Махалла | 1:2                                    | КАРА                               |

## Чемпион
| Победитель Африканского Кубка чемпионов 1974 |
| -------------------------------------------- |
| КАРА 1-й титул                               |